# Alexander Katan
Alexander Katan (18 de noviembre de 1899-27 de enero de 1943) fue un judío holandés, contable, traductor y profesor, que fue asesinado por los nazis en el campo de concentración de Mauthausen, a donde había sido deportado. Sufría enanismo, lo que hizo que recibiera un trato particularmente inhumano por parte de los nazis. Tras el fin de la Segunda Guerra Mundial, varias fotografías suyas, de su cautiverio en el campo, así como de su esqueleto una vez asesinado, fueron prominentemente expuestas en varios museos, entre ellos el de Mauthausen.

## Biografía

### Primeros años
Alexander Katan nació en Róterdam. Fue uno de los ocho hijos de una familia judía. Sufría enanismo (el único de entre sus hermanos), debido a una displasia espondiloepifisaria congénita. Ya adulto, se trasladó a Leeuwarden, en el norte de Holanda, y se casó con Julia Sophie Elze, que también sufría de enanismo. Allí, sus paisanos les apodaron «los liliputienses». Tuvieron un hijo, Alphons, nacido en 1930, que desarrolló una talla normal. Aunque confinado en una silla de ruedas debido a sus débiles extremidades, era una persona activa y enérgica: Katan estudió con ahínco y, además de convertirse en contable, logró el dominio de siete idiomas. Además de como contable, trabajó de traductor, y dio también clases en su propia casa.

### Holocausto
Tras la ocupación alemana de Holanda, en 1940, y a pesar de que era un judío no practicante, Katan tuvo que inscribirse como judío (Jude NL) y tuvo que comparecer varias veces ante las autoridades debido a su negativa y la de su esposa a llevar la estrella de David que los nazis obligaban a llevar en su ropa a los judíos. En julio de 1942, Katan fue encarcelado en la prisión de Leeuwarden. En agosto, su esposa fue también detenida. Su hijo fue enviado al campo de tránsito de Westerbork, pero finalmente fue puesto en libertad gracias a las gestiones de una de sus tías, que alegó, faltando a la verdad, que la estatura normal de Alphons indicaba que era un hijo ilegítimo: no era hijo de Katan, sino de un amigo católico de la familia. A principios de septiembre, Katan fue llevado primero al campo de concentración de Amersfoort, todavía en Holanda, para, a continuación, en octubre, ser enviado al campo de concentración de Mauthausen, a donde llegó en torno al 3 de noviembre. Se le asignó el número 13992. Julia fue enviada al campo de concentración de Ravensbrück y luego a Auschwitz. Aunque el doctor Mengele se ganaría más tarde una infausta reputación por sus experimentos médicos con enanos, todavía no había comenzado a trabajar en Auschwitz en el momento en el que Sophie fue enviada allí. Sin embargo, su corta estatura hacía que no hubiese ninguna posibilidad de ser elegida para trabajar, por lo que fue gaseada inmediatamente después de su llegada al campo, el 29 de noviembre de 1942.
Poco después de su llegada a Mauthausen, Katan atrajo la atención de los médicos SS del campo. Los médicos integrantes del Instituto de Raza e Higiene del campo revisaban continuamente la masa de prisioneros para encontrar anormalidades que añadir a su colección patológica. Le sometieron también a una serie de experimentos, sosteniendo que su corta estatura y su curvada columna vertebral eran la muestra de la degeneración judía. Además, fue repetidamente fotografiado por Friedrich Kornacz, el responsable del Erkennungsdienst (servicio de identificación del campo): vistiendo el atuendo de los prisioneros del campo y desnudo. También fue fotografiado en compañía de otro preso, un kapo de triángulo verde y gran altura (casi 1,90 metros). Primero de pie, para que se viera la diferencia de altura. Luego con Katan en brazos del kapo. El 27 de enero de 1943, el doctor Karl-Joseph Gross ordenó su asesinato con una inyección de fenol en el corazón, lo que causó su muerte inmediata. A continuación, sus huesos fueron despojados de cualquier otro tejido, posiblemente sumergiendo el cadáver en una cuba de productos cáusticos, y fueron montados para su exhibición (y fotografiados de nuevo por Kornacz). El esqueleto fue trasladado a la Academia de Medicina SS cerca de la Universidad de Graz.

### Tras la guerra
Las fotografías en que aparecía Katan estaban entre las colecciones que el preso español de Mauthausen Francisco Boix consiguió esconder y en los meses que siguen al fin de la Guerra Mundial aparecen en alguna publicación francesa. Cuando en los años sesenta del siglo XX los lugares del campo de concentración de Mauthausen fueron abiertos a los visitantes y se constituyó allí un Museo, cuatro fotografías de Katan se mantuvieron expuestas de forma prominente en el museo del campo: Katan vestido con su uniforme de prisionero, dos fotos, una frontal y otra posterior, de Katan desnudo, y una foto de su esqueleto. En 1994, Alphons Katan fue a Mauthausen para visitar el lugar en el que había muerto su padre, pero se horrorizó al ver expuestas las fotografías de su progenitor, en primer lugar despojado de la ropa, y finalmente de su propio cuerpo salvo los huesos.
Alphons Katan se propuso que las fotos, «una humillación interminable de mi padre», dejasen de ser expuestas en Mauthausen, lo que finalmente consiguió, con el apoyo de las autoridades holandesas. Sigue tratando de encontrar los huesos de su padre para darles un entierro digno. Aunque le reclamó la entrega de los restos de Alexander a la Universidad de Graz, esta alegó que no sabía dónde estaban. En 2000, Hedda van Gennep, una documentalista holandesa, creó la película Dood Spoor ("Vía muerta" en holandés) que cuenta la historia de cómo Alphons consiguió retirar de la exhibición pública las fotos de su padre.